# Rostocker FC
Rostocker Fußballclub von 1895 e. V. é uma agremiação esportiva alemã, fundada a 20 de junho de 1895, sediada em Rostock, na Mecklemburgo-Pomerânia Ocidental.

## História

TSG Rostock

Foi fundado em 1895 com o nome de Rostocker FC 1895. Durante sua existência mudará muitas vezes de estrutura e de intitulação. Em 1919, se funde ao Rostocker FC Greif 1916 para formar o Rostocker SC 1895. Em 1933, com a chegada dos nazistas ao poder, o futebol alemão é totalmente reformado. Sob a direção da DRL/NSRL, são criadas dezesseis ligas regionais de divisão máxima, denominadas Gauligen.
Em 1938, por ordem das autoridades nazistas, o Rostocker SC 1895 se une a outros times locais: VfR 1913 Rostock, Rostocker TB e ainda o Rostocker Turnerschaft und Schwimmverein 1923 para formar o Turn-und Sportgemeinschaft Rostock. Sob a apelação de TSG Rostock, o time participa da Gauliga Mecklenburg em 1942, sagrando-se campeão na temporada 1942-1943.

Rostocker SC

Em 1945, foi dissolvido pelas autoridades de ocupação aliadas, assim como todos os clubes e associações alemãs de acordo com a Diretiva n° 23.
Em 1950, a cidade de Rostock fazia parte do território da Alemanha Oriental, o time foi reconstituído sob forma de um grupo de esporte corporativista, uma prática muito empregada e bastante apreciada pelas autoridades comunistas do leste alemão. Se tornaria então Betriebssportgemeinschaft Motor Nordwest Rostock.

Rostocker FC até 2010

Em 1957, o BSG Motor Norwest Rostock se uniu ao BSG Aufbau Rostock mas conservou sua identidade. O time alternou entre a terceira e a quarta divisão na hierarquia da Alemanha Oriental. No ano seguinte, subiu à Bezirksliga Rostock (IV), da qual só seria rebaixado em 1963.
Reintegra a Bezirksliga Rostock em 1967, desde que houve uma reforma das competições dessa liga que a tornou de nível terceiro. O time foi rebaixado dois anos depois. Em 1 de julho de 1969, foi associado ao TSG WBK Rostock, se tornando TSG Bau Rostock. Sob essa denominação, chegou ao terceiro nível do leste alemão para a temporada 1970-1971. Terminou vice-campeão da série oeste dois anos depois.
Em 1973, a equipe vence o grupo oeste e conquista o título da Bezirksliga ao bater o campeão da série Ost, o Vorwärts Stralsund II (4 a 3 e 2 a 2) na final. O título permitiu ao TSG Bau Rostock de subir à DDR-Liga, a segunda divisão do leste alemão, na qual permaneceria até 1985-1986. Em 1979, venceu seu grupo. Na DDR-Liga havia um total de cinco, mas a conquista não serviu para que o time chegasse à elite após a fase final.
Durante os três anos que se seguiram ao rebaixamento do segundo nível, foi vice-campeão da Bezirksliga Rostock. Em 1990, quando a República Democrática Alemã desapareceu, o time venceu essa liga. Na temporada seguinte, foi reestruturado sob a denominação TSV Grun-Weiss Rostock 1895.
Em 1991, o TSV Grün-Weiss terminou em terceiro, mas não foi suficiente para se qualificar à Landesliga Mecklenburg-Vorpommern, criada para ser o quarto nível da hierarquia da DFB, na temporada seguinte.
O clube jogou na mesma divisão, que se tornaria o quinto módulo, em 1994, a partir da instauração da Regionalliga como o terceiro estágio até 1996. No ano anterior o nível quinto se tornara a Verbandsliga, enquanto Landesliga se aplicava ao nível sexto. Precisamente rebaixado à Landesliga, o departamento de futebol do TSV Grün-Weiss se tornou independente a 29 de outubro de 1996 e retomou seu nome histórico de Rostocker FC 1895. Sagrou-se vice-campeão em 1997, conquistou o título no ano seguinte e subiu para o módulo imediatamente superior. Desde 1998, o Rostocker FC 1895 participa da Verbandsliga Mecklenburg-Vorpommern, a quinta divisão da Federação Alemã de Futebol (DFB).
Em julho de 2012 perde por 4 a 1 um jogo amistoso para o Bangu Atlético Clube que excursionava por alguns países da Europa.

## Títulos
- Campeão da Gauliga Mecklenburg: 1943;
- Campeão da Bezirksliga Rostock: 1973, 1990;
- Campeão da DDR-Liga, Grupo A: 1979;
- Campeão da Landesliga Mecklenburg-Vorpommern: 1998;
- Vice-campeão da Landesliga Mecklenburg-Vorpommern: 1997;